# Chaunus jimi
Chaunus jimi là một loài cóc trong họ Bufonidae. Chúng là loài đặc hữu của Brasil.
Các môi trường sống tự nhiên của chúng là các khu rừng khô nhiệt đới hoặc cận nhiệt đới, rừng ẩm đất thấp nhiệt đới hoặc cận nhiệt đới, xavan khô, xavan ẩm, đầm nước ngọt, đầm nước ngọt có nước theo mùa, đất canh tác, vùng đồng cỏ, và các khu rừng trước đây bị suy thoái nặng nề.